# 梁詠詩
梁詠詩（英語：Jenny Leung Wing-sze，1985年—），曾任東區區議會筲箕灣選區區議員。

## 背景
梁詠詩於香港土生土長，自4歲起居於筲箕灣。中學就讀於聖馬可中學，大學畢業於香港中文大學中文系，並修讀了學位教師教育文憑，成為中學教師。
現職為身心靈導師，教授易經、臼井靈氣、生死教育、靜心冥想等。

## 從政經歷
2015年，梁詠詩首度參選區議員(筲箕灣區)。當時人口估算約13,250人，其中有6,413位是選民。該屆選情非常激烈，民建聯勞鍱珍宣布本屆不競逐連任，改由其徒弟林心亷參選。而筲箕灣民生關注組的梁詠詩及被質疑為「𠝹票黨」的新青年聯盟潘詠妍於同日報名參選。最終梁詠詩得票1,429票，民建聯林心亷以1,444票，梁詠詩以15票之差僅敗，而新青年聯盟的潘詠妍則有107票。
敗選後，雖然不少傘兵已經退出政壇，梁詠詩依然從事社區工作，如繼續「漂書」及關注區內事務，定期出版及發放社區資訊「貓紙」以及組織社會活動。
2016年，在立法會選舉前，因梁詠詩在網上公開批評熱血公民候選人鄭錦滿團隊的街站「遲到早退」而被大量熱血公民支持者在網上攻擊。
2019年，梁詠詩在區議會選舉再度在筲箕灣選區挑戰林心廉，結果梁詠詩得票3,215票，大勝得票只有1,903票的林心廉，當選新一屆區議員。

## 與電車的關係
梁詠詩曾提及童年住筲箕灣電車總站附近，亦曾開街站及網上發起「救救電車 保護叮叮」，曾拍片堅決反對刪除中環至金鐘路段的電車軌，接近7000人次瀏覽量，近70個分享，組織街坊向城規會表達意見。其後獲電車公司邀請，與筲箕灣街坊參觀電車車廠。

## 外部連結
- 梁詠詩的Facebook專頁

| 議會席位      | 議會席位                                | 議會席位       |
| ------------- | --------------------------------------- | -------------- |
| 前任： 林心亷 | 東區區議會筲箕灣選區議員 2020年－2023年 | 選區合併至康灣 |